# Sławoszyno

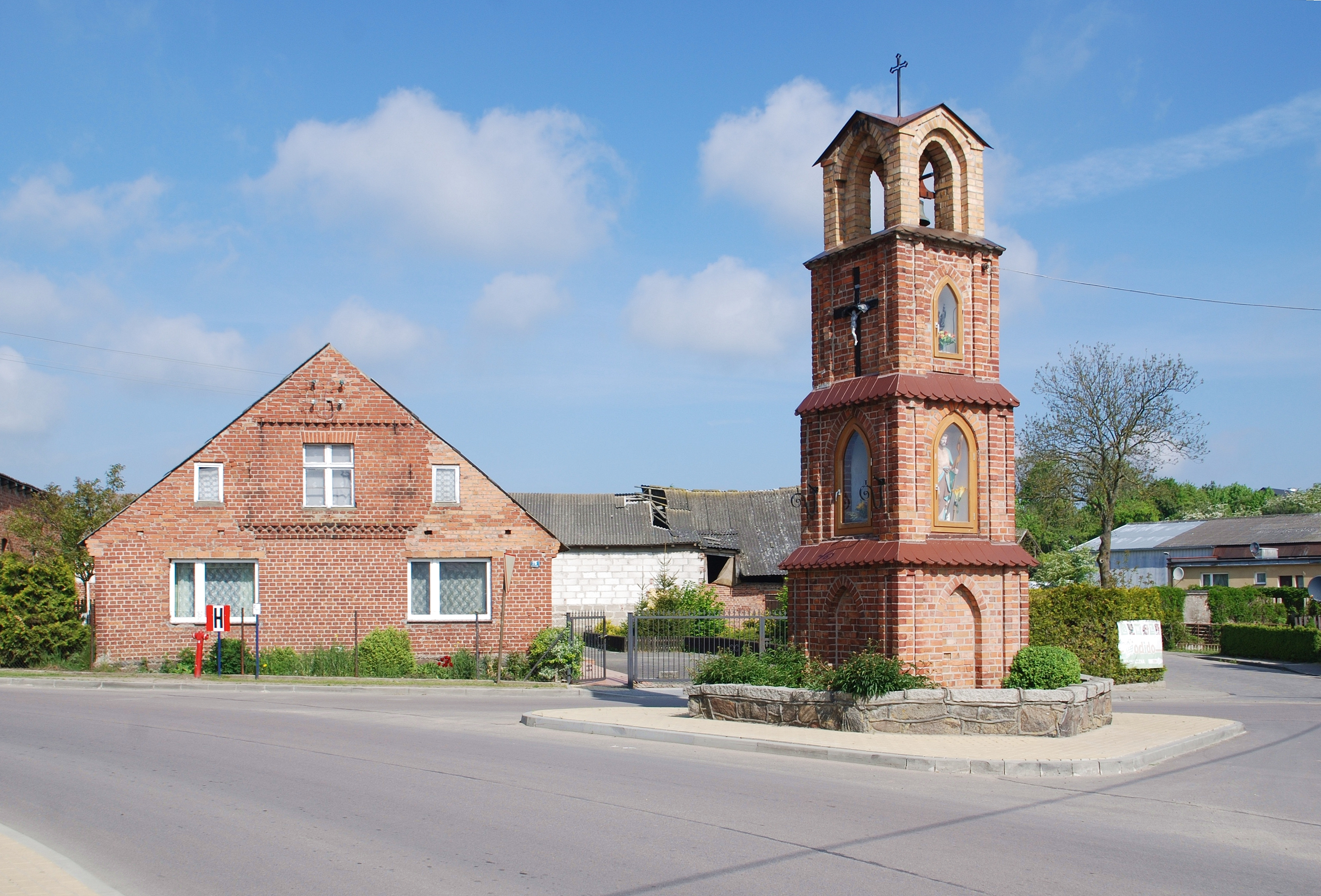
Kapliczka

Sławoszyno (kaszb. Sławòszëno, niem. Slawoschin) – wieś kaszubska w Polsce położona w województwie pomorskim, w powiecie puckim, w gminie Krokowa przy drodze wojewódzkiej nr 215. W najbliższej okolicy (na wschodzie) znajdują się rezerwaty przyrody Moroszka Bielawskiego Błota i Woskownica Bielawskiego Błota. Przebiegała tędy trasa linii kolejowej Puck – Krokowa (wschodnia odnoga linii na Mierzeję Helską).
Podczas zaboru pruskiego wieś nosiła nazwę niemiecką Slawoschin. Podczas okupacji niemieckiej nazwa Slawoschin w 1942 została przez nazistowskich propagandystów niemieckich (w ramach szerokiej akcji odkaszubiania i odpolszczania nazw niemieckiego lebensraumu) zweryfikowana jako zbyt kaszubska i przemianowana na nowo wymyśloną i bardziej niemiecką – Wittenbrock, którą w 1943 po raz kolejny zmieniono na Wittenbrook.
Wieś Klasztoru Cysterek w Żarnowcu w powiecie puckim województwa pomorskiego w II połowie XVI wieku. W latach 1975–1998 miejscowość administracyjnie należała do województwa gdańskiego.

## Ciekawostka
W okolicach Sławoszyna znany był z podań ludowych diabeł o imieniu Stári Kinkusz. Jego ulubionym zajęciem było podsycanie w ludziach ciekawości, poprzez szeptanie im do ucha różnego rodzaju plotek.

## Inne miejscowości o nazwie z członemSławosz
- Sławoszewo
- Sławoszew
- Sławoszewek
- Sławoszów
- Sławoszynko
- Nowy Sławoszew
- Stary Sławoszew